# Парк района Шохмансур
Городской парк района Шохмансур в Душанбе (бывший железнодорожный парк) находится в административном районе Шохмансур, возле железнодорожного вокзала, на юге г. Душанбе.

## Характеристика
Городской парк культуры и отдыха района Шохмансур, (бывший железнодорожный парк) находится за путями железной дороги у железнодорожного вокзала, на юге г. Душанбе. Территория парка благоустроенна, снабжена дорожками и аллеями, уголками для отдыха. Парк снабжен малыми игровыми формами для детей, линия детской железной дороги. На территории парка выстроены здание клуба, библиотека, предприятий торговли и общественного питания. Площадь парка составляет — 3, 5 га

## История
Железнодорожный парк был запроектирован в 1936 году как городской парк культуры и отдыха. В настоящее время из всего запроектированного ничего не осталось кроме клуба. Перестроенный и реконструированный в конце 90-х годов прошлого столетия парк переименован в парк культуры и отдыха района Шохмансур.